# Piggotia substellata
Piggotia substellata är en svampart som beskrevs av Cooke 1891. Piggotia substellata ingår i släktet Piggotia och familjen Venturiaceae.   Inga underarter finns listade i Catalogue of Life.